# تشو غو سونغ
تشو غو سونغ (مواليد 25 يناير 1998) هو لاعب كرة قدم كوري جنوبي يلعب في مركز المهاجم في نادي جونبك هيونداي موتورز.

## وصلات خارجية
- تشو غو سونغ على موقع الاتحاد الأوربي (الإنجليزية)
- تشو غو سونغ على موقع دوري كوريا الجنوبية (الإنجليزية)
- تشو غو سونغ على موقع قاعدة بيانات كرة القدم.إي يو (الإنجليزية)
- تشو غو سونغ على موقع ليكيب (الفرنسية)
- تشو غو سونغ على موقع ناشيونال فوتبول تيمز (الإنجليزية)
- تشو غو سونغ على موقع Soccerbase.com (لاعب) (الإنجليزية)
- تشو غو سونغ على موقع Soccerway.com (الإنجليزية)
- تشو غو سونغ على موقع عالم كرة القدم.نت (الإنجليزية)